# Cel: Alexa 2
Cel: Alexa 2 (ang.  CIA II: Target Alexa) – amerykański film sensacyjny z 1993 roku. Tytuł alternatywny: Cel Alexa.

## Fabuła
Agent CIA Mark Graver i była terrorystka Alexa łączą siły by zapobiec użyciu broni nuklearnej przez terrorystów.

## Główne role
- Lorenzo Lamas – Mark Graver
- Kathleen Kinmont – Alexa
- John Savage – Franz Kluge
- John Saint Ryan – Ralph Straker (John Ryan)
- Lori Fetrick – Lana
- Pamela Dixon – Robin
- Al Sapienza – Raines (Alex Statler)
- Sandee Van Dyke – Tanya
- Michael Chong – Trang
- Daryl Keith Roach – Wilson (Daryl Roach)
- Gary Wood – Rick
- Larry Manetti – Radcliffe
- Branscombe Richmond – generał Mendoza
- Ned Van Zandt
- Richard Ehrlich